# Baker-Fruchttaube
Die Baker-Fruchttaube oder Kurzflügel-Fruchttaube (Ducula bakeri) ist eine Art der Taubenvögel. Sie kommt ausschließlich auf Vanuatu vor. Die Art wird von der IUCN als gefährdet (vulnerable) eingestuft. Der Bestand wird auf weniger als 10.000 Vögel geschätzt.

## Erscheinungsbild
Die Baker-Fruchttaube erreicht eine Körpergröße von bis zu 40 Zentimetern. Sie hat damit etwa die Körpergröße einer Ringeltaube. Verglichen mit dieser Art sind die Flügel gerundeter und im Verhältnis zur Körpergröße kürzer. Ein auffälliger Geschlechtsdimorphismus besteht nicht. Die Weibchen sind lediglich etwas matter gefärbt und sind in der Regel etwas kleiner als die Männchen.
Die Baker-Fruchttaube hat einen dunkelblaugrauen Kopf, der deutlich vom dunkel purpurroten Gefieder von Hals und Brust abgesetzt ist. Der Vorderkopf sowie die Kehle sind etwas aufgehellt. Der Bauch ist kastanienbraun. Die Unterschwanzdecken sind kräftig rotbraun. Mantel, Rücken und Schwanz sind dunkel schiefergrau mit einem silbrigen Schimmer. Der Schnabel ist dunkelgrau. Die Iris ist auffällig zweifarbig; Der Innenring ist gelb, während der Außenring orangerot ist. Die Füße sind rot.

## Verbreitung, Lebensraum und Bestand
Der Archipel Vanuatu erstreckt sich über 1.300 km des Südpazifiks und zählt zu Melanesien. Er setzt sich aus 83 Inseln, meist vulkanischen Ursprungs, zusammen. Nur wenige dieser Inseln haben eine Größe, die sie bedeutend macht. Zu den größten zählt Espiritu Santo, auf der die Baker-Fruchttaube vorkommt. Andere besiedelte Inseln sind Ambae, Ambrym, Gaua, Maéwo, die Pentecost-Insel, Ureparapara und Vanua Lava. Die Baker-Fruchttaube ist im gesamten Verbreitungsgebiet eine seltene Taube. 
Die Art gilt als gefährdet, weil Teile der Vanatua-Inseln in großem Maße in landwirtschaftliche Flächen umgewandelt wird. Die Pentecost-Insel ist eine verhältnismäßig dicht besiedelte Insel, auf der zunehmend Piper methysticum angebaut wird. Die Baker-Fruchttaube ist eine der größten essbaren Vögel auf Vanuatu und wird deswegen gerne bejagt, obwohl sie gesetzlich geschützt ist. Die Baker-Fruchttaube ist allerdings eine scheue Taube, die vor allem in Bergwäldern lebt. Meist werden Höhenlagen über 600 Meter besiedelt. 

## Verhalten
Die Baker-Fruchttaube lebt meist einzeln oder in Paaren. In Bäumen, die sehr reichlich Frucht tragen, versammeln sich gelegentlich kleine Trupps mit bis zu sechs Vögeln. Sie hält sich gewöhnlich im oberen Bereich der Baumwipfel auf und nutzt gelegentlich auch Unterholz, wenn dort einzelne Sträucher Früchte tragen. Es ist eine sehr scheue Art, die sich häufig nur durch ihre Rufe verrät. Diese sind ein lautes, weit hallendes twoo-too-too-too-too. Die Baker-Fruchttaube lebt teils nomadisch und wandert auf den größeren Inseln weite Strecken, um fruchttragende Bäume zu finden. Über die Fortpflanzungsbiologie dieser Art ist nichts bekannt. 

## Belege